# رودلف زایزر
رودلف زایزر (انگلیسی: Rudolf Zeiser; ۳۱ مارس ۱۹۳۶ – ۴ فوریهٔ ۱۹۹۳) بازیکن فوتبال اهل آلمان بود.
از باشگاه‌هایی که در آن بازی کرده‌است می‌توان به باشگاه فوتبال مونیخ ۱۸۶۰ اشاره کرد.